# Joseph Vitarelli
Joseph Vitarelli, de son vrai nom Joseph Viterelli, est un compositeur de musique de film américain, fils de l'acteur Joe Viterelli.
Il est principalement connu pour avoir composé les musiques des films Last Seduction, She's So Lovely et Commandements, ainsi que pour celle de la mini-série de 2005, Révélations.

## Filmographie

### Cinéma
- 1989 : Big Man on Campus
- 1995 : Last Seduction
- 1997 : Commandements
- 1997 : She's So Lovely
- 2001 : Nobody's Baby
- 2021 : Flag Day de Sean Penn

### Télévision
- 1994 : Au cœur de l'enquête
- 1998 : Secret défense
- 2002 : American Experience (1 épisode)
- 2005 : Révélations (mini-série)
- 2008 : John Adams
- 2010 : Le Secret d'Eva

## Distinctions

### Récompenses
- BMI Film & TV Awards :
  - BMI TV Music Award 2005 (Révélations)

### Nominations
- Saturn Award :
  - Saturn Award de la meilleure musique 1998 (Commandements)
- Emmy Award :
  - Meilleure musique pour une mini-série ou un téléfilm 2005 (Revelations)